# Ralph D. Sawyer
Ralph D. Sawyer ist ein US-amerikanischer Historiker und Experte für chinesische Militärgeschichte und Kriegsführung. Dem DNB-Katalog zufolge arbeitet er intensiv mit großen Militär- und Geheimdiensten zusammen.

## Leben
Ralph D. Sawyer studierte Philosophie, Wissenschaftsgeschichte und Elektrotechnik am MIT. Er studierte Geschichte und chinesische Sprache in Aufbaustudiengängen an der Harvard University und am Stanford Center in Taipeh. Er arbeitete viele Jahre als Berater in verschiedenen Ländern des Fernen Ostens, hauptsächlich in Korea und Taiwan.
Er veröffentlicht verschiedene Bücher zur klassischen chinesischen Militärwissenschaft und zur chinesischen Kriegsführung, darunter seine 1993 erschienene englische Übersetzung der Sieben Militär-Klassiker (Wujing qishu) und Ancient Chinese Warfare (2011).

## Publikationen
- Sawyer, Ralph D. (Übers.): The Seven Military Classics of Ancient China. Boulder 1993, ISBN 0-8133-1228-0 (Digitalisat)
- Sun Tzu: The Art of War (1994)
- Sun Pin: Military Methods (1995) ISBN 0813388880 (Ralph D. Sawyer und Mei-chün Lee Sawyer)
- Ling Ch'i Ching: A Classic Chinese Oracle (1995) ISBN 1570620830
- The Complete Art of War: Sun Tzu/Sun Pin (1996) ISBN 978-0813330853
- The Six Secret Teachings on the Way of Strategy (1997) ISBN 978-1570622472
- One Hundred Unorthodox Strategies: Battle And Tactics Of Chinese Warfare (mit Chi Liu; 1998) ISBN 978-0813328614
- The Tao of Peace (mit Wang Chen; 2000) ISBN 978-1570625114
- The Tao of War (mit Wang Chen; 2002) ISBN 978-0813340814
- The Tao of Spycraft: Intelligence Theory and Practice in Traditional China (2004) ISBN 978-0813342405
- Fire and Water: The Art of Incendiary and Aquatic Warfare in China (2004) ISBN 978-0813340654
- The Essential Art of War (2005) ISBN 0465072046
- The Tao of Deception: Unorthodox Warfare in Historic and Modern China (2007) ISBN 978-0465072057
- The Essence of War: Leadership and Strategy from the Chinese Military Classics (2009)
- Robin Yates/Ralph Sawyer: Military aspects of the War of the Eight Princes 300-307, in: Nicola di Cosmo (Hrsg.): Military Culture in Imperial China, Cambridge u. a. 2009
- Ancient Chinese Warfare (2011) ISBN 978-0465021451
- Strategies for the Human Realm: Crux of the T'ai-pai Yin-ching. CreateSpace Independent Publishing Platform, 2012, ISBN 978-1-4791-3238-6 (englisch, 222 S.).
- Zhuge Liang: Strategy, Achievements, and Writings. 2014